# Dalkarlsåsen
Dalkarlsåsen este o arie protejată (arie specială de conservare — SAC, sit de importanță comunitară — SCI) din Suedia întinsă pe o suprafață de 51,3 ha, integral pe uscat.

## Localizare
Centrul sitului Dalkarlsåsen este situat la coordonatele 59°58′06″N 16°51′21″E / 59.9682°N 16.8559°E.

## Înființare
Situl Dalkarlsåsen a fost declarat sit de importanță comunitară în ianuarie 1998 pentru a proteja un număr necunoscut de specii din flora spontană și fauna sălbatică aflate în arealul zonei. Situl a fost protejat și ca arie specială de conservare în martie 2011.

## Biodiversitate
Situată în ecoregiunea boreală, aria protejată conține 1 habitat natural: Păduri de conifere pe eskere fluvioglaciare sau legate la acestea.
La baza desemnării sitului se află un număr nedeclarat de specii protejate.